# Иегуда бар-Илай
Иегуда бар-Илай (евр. יהודה בר־אלי) — таннай, живший в середине II века, ученик Рабби Акивы и Рабби Тарфона; наставник Иегуды Га-Насси.
Большей частью Иегуда бар-Илай называется в Талмуде сокращенно рабби Иуда. После того как он получил рукоположение от Иехуды бен-Бавы, он был вынужден оставить Землю Израиля на все время гонений Адриана. Он тогда переселился, по-видимому, в Александрию и успел там сблизиться с местными евреями и изучить их быт и нравы. Он относился к александрийским евреям лучше, чем другие учёные его времени, которые не были расположены к ним за их слишком большое увлечение эллинизмом. И., например, считал храм Онии в Гелиополисе священным и построенным в честь Бога.
Родиной Иегуды бар-Илая был город Уша, куда собрались законоучители после прекращения гонений. Иегуда бар-Илай был избран председателем собрания и, как местный ученый, приветствовал собравшихся. Несмотря на большие лишения, которые он претерпел благодаря римлянам, он был на них менее озлоблен, чем его товарищи. Последние видели в римлянах одно лишь плохое, но Иегуда говорил: «Какие прекрасные и полезные учреждения у этой нации». У Иегуды бар-Илая были знакомые среди римских матрон, и он часто беседовал с ними на разные темы. Одна из них, обратив внимание на необыкновенно здоровый вид Иегуды, спросила его о причине этого. Он ответил, что только наука поддерживает его дух, как сказано: «Премудрость человека светится из лица его».
Иегуда бар-Илай отличался скромностью не только в пище, но и в одежде. Один плащ который его жена лично соткала из купленной шерсти, служил им обоим для облачения: он его надевал во время молитвы, она — когда отправлялась на рынок. Однажды в день поста было замечено отсутствие Иегуды на общественном богослужении. Ему был послан новый плащ, но он отказался от подарка.
Скромность и простота Иегуды бар-Илая доходили до того, что он сам носил с собою каждый раз стул, когда отправлялся в бет-гамидраш, приговаривая при этом: «Велико значение труда, так как только он делает честь человеку». Отношения его с людьми были самые простые и братские. Он находил слово защиты и утешения и для ам-гаареца. Учёным же он часто напоминал, что каждый грех им зачтется в большей степени, чем невежде. Свою любовь к труду он еще энергичнее выразил в следующем изречении: «Всякий, кто не обучает своего сына ремеслу, этим самым как бы толкает его на грабеж».
Более трёх тысяч его галахических и аггадических определений сохранились в Мишне и Барайте. Благодаря глубине знаний и своей многосторонности Иегуда бар-Илай по всякому поводу говорил первым среди своих коллег и за это был назван «главным оратором во всех случаях». Он был очень близок с патриархом Раббан-Симоном бен-Гамлиил и считался у него домашним учителем. Учеником Иуды был также будущий редактор Мишны, патриарх Иуда I.

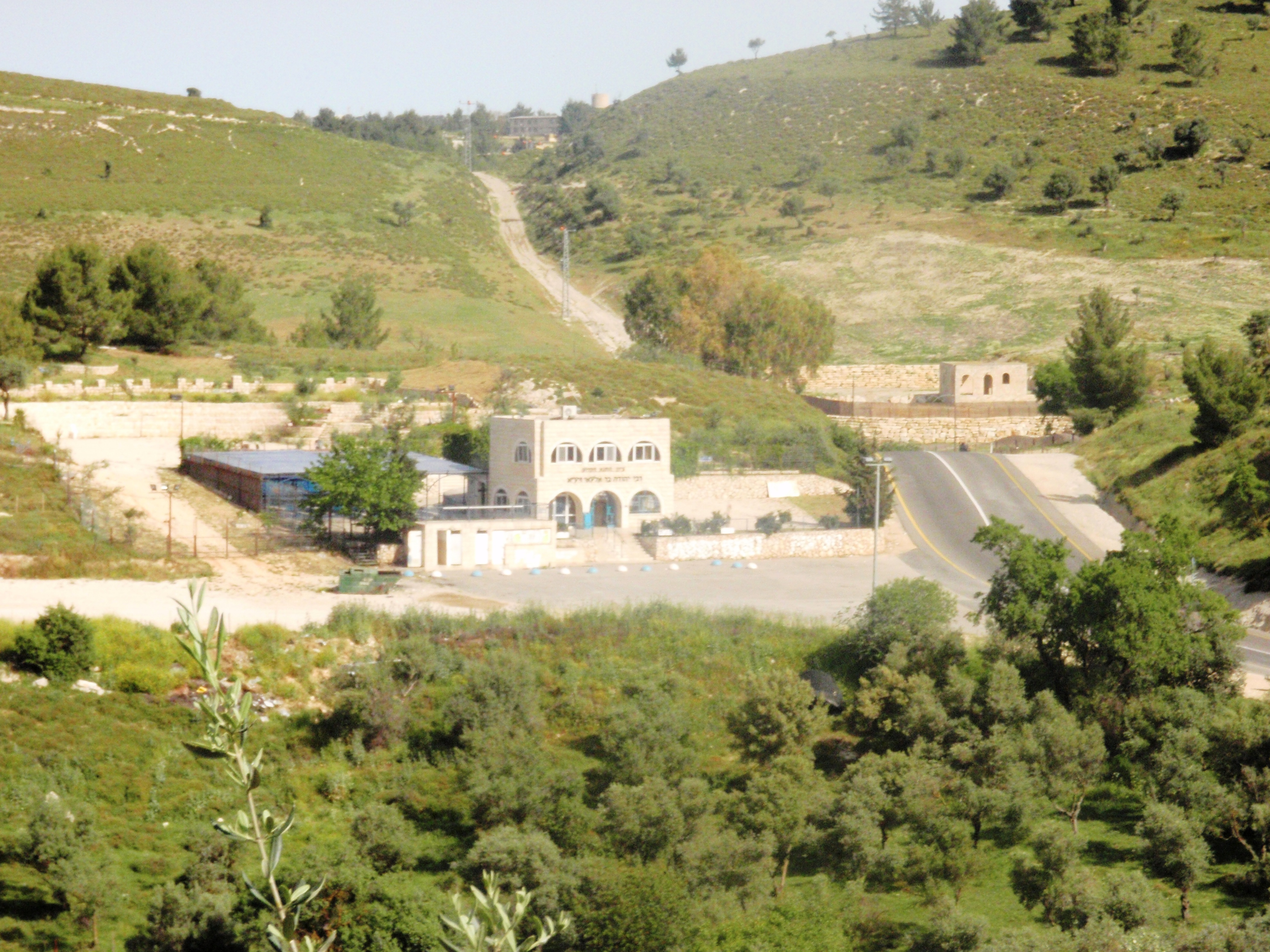
Гробница Иегуды бар-Илая (Цфат)

В галахе Иегуда бар-Илай усвоил метод Рабби Акивы и развил его. Иуда всегда старался выводить каждую галаху по возможности не на основании «13 правил интерпретации рабби Исмаила», но из самого стиха, из какого-нибудь «лишнего» слова или «лишней» буквы. На этой системе основаны анонимные части мидрашитской книги Сифра, приписываемой Талмудом Иегуде. Здесь почти каждая глава начинается с того, что какая-нибудь галаха доказывается посредством одного из «13 правил», затем следует длинный ряд рассуждений и доказательств, что она может быть найдена другими путями, то есть способами, введенными Рабби Акивой. Но Иегуда бар-Илай идёт гораздо дальше своего учителя: он руководствуется правилом аббревиатуры, на основании которого каждая буква одного и того же слова намекает на отдельную мысль не только, как начало отдельной фразы, но и своей формой и изображением. Его преклонение перед буквой доходит до того, что он иногда настаивает на буквальном понимании стиха, не желая углубляться во внутренний смысл его. О первосвященнике, когда у него умер один из близких родственников, сказано: «Из храма пусть он не выходит». Многие авторитеты понимают этот стих в том смысле, что первосвященник не должен нарушать ритуальную чистоту ради погребения родственника, но идти за гробом поодаль ему разрешается, но Иегуда бар-Илай утверждает, что запрещение следует понимать буквально.
В одном Иуда отступил от метода Рабб Акивы: он не признавал, чтобы два различных закона, стоящих рядом, в каком-нибудь отношении разъясняли друг друга. Интересно, что по отношению к этому правилу Иегуда бар-Илай выделяет Второзаконие из всего Пятикнижия. Считаясь со «смежностью», при толковании Второзакония, он совершенно не считается с ним в других книгах Библии.
Иегуда бар-Илай за простоту и обходительность был любим и уважаем всеми его современниками, и с ним считались также в кругах римского наместника. Его ставили выше его товарищей и дали ему некоторую официальную власть. О нем рассказывали, что когда он наряжался в честь субботы и надевал белый плащ, его лицо сияло и по своей необыкновенной красоте Иегуда бар-Илай напоминал собой ангела небесного.